# Ciclisme als Jocs Olímpics d'Estiu de 1932 - Contrarellotge per equips
La contrarellotge per equips fou una de les dues proves del programa olímpic de ciclisme en ruta dels Jocs Olímpics de Los Angeles de 1932. La competició es va disputar el 4 d'agost de 1932, amb la presència de 24 ciclistes procedents de 8 nacions diferents. Els tres millors resultats obtinguts a la contrarellotge individual serviren per determinar-ne el vencedor.

## Medallistes
| Or                                                      | Plata                                                | Bronze                                          |
| ItàliaGiuseppe Olmo · Attilio Pavesi · Guglielmo Segato | DinamarcaHenry Hansen · Leo Nielsen · Frode Sørensen | SuèciaArne Berg · Bernhard Britz · Sven Höglund |

## Resultats

### Final
| Posició | Nom                                              | País         | Temps     | Notes |
| ------- | ------------------------------------------------ | ------------ | --------- | ----- |
| 1       | Attilio Pavesi Guglielmo Segato Giuseppe Olmo    | Itàlia       | 7:27:15.2 |       |
| 2       | Frode Sørensen Leo Nielsen Henry Hansen          | Dinamarca    | 7:38:50.2 |       |
| 3       | Bernhard Britz Sven Höglund Arne Berg            | Suècia       | 7:39:12.6 |       |
| 4       | Frank Southall Charles Holland Stanley Butler    | Regne Unit   | 7:44:53.0 |       |
| 5       | Paul Chocque Amédée Fournier Henri Mouillefarine | França       | 7:46:31.8 |       |
| 6       | Henry O'Brien Frank Connell Otto Luedeke         | Estats Units | 7:51:55.6 |       |
| 7       | Glen Robbins James Jackson Francis Elliott       | Canadà       | 8:01:38.0 |       |
| 8       | Werner Wittig Julius Maus Hubert Ebner           | Alemanya     | 8:21:21.2 |       |